# Kreisgericht Limburg
Das Kreisgericht Limburg war zwischen 1867 und 1879 ein Gericht der ordentlichen Gerichtsbarkeit im damals preußischen Limburg an der Lahn und eines von drei Kreisgerichten im Regierungsbezirk Wiesbaden.
Mit § 12 der Verordnung vom 22. Februar 1867 wurde nach der Annexion Nassaus durch Preußen die Trennung von Verwaltung und Justiz angeordnet. Diese war im Herzogtum Nassau nicht gegeben. Die Ämter waren sowohl Verwaltungsbezirke als auch Gerichte erster Instanz. Mit Verordnungen vom 26. Juni 1867 und 21. August 1867 wurde die Justizfunktion den neu geschaffenen Amtsgerichten übertragen. In Dillenburg, Limburg und Wiesbaden wurden Kreisgerichte, in Wiesbaden das übergeordnete Appellationsgericht Wiesbaden geschaffen.
Das Kreisgericht Limburg  war für zwölf Amtsgerichte mit zusammen 22 Amtsrichtern zuständig. Es war mit acht Richterstellen ausgestattet.
| Amtsgericht           | Gerichtsbezirk | Richterzahl |
| --------------------- | --- | ----------- |
| Amtsgericht Limburg   | Amt Limburg | 2           |
| Amtsgericht Diez      | Amt Diez | 2           |
| Amtsgericht Runkel    | Amt Runkel | 2           |
| Amtsgericht Hadamar   | Amt Hadamar | 2           |
| Amtsgericht Wallmerod | Amt Wallmerod | 2           |
| Amtsgericht Montabaur | Amt Montabaur | 2           |
| Amtsgericht Nastätten | Amt Nastätten | 2           |
| Amtsgericht Nassau    | Nassau, Attenhausen, Bergnassau, Scheuren, Bremberg, Gutenacker, Kördorf, Lollschied, Niedertiefenbach, Obernhof, Pohl, Roth, Seelbach und Kalkofen, Singhofen, Weinähr und Winden | 1           |
| Amtsgericht Ems       | Ems, Becheln, Dausenau, Dessighofen, Dienethal, Dornholzhausen, Geisig, Hömberg, Kemmenau, Misselberg, Oberwies, Schweighausen, Sulzbach und Zimmerschied                          | 1           |
| Amtsgericht Lahnstein | Oberlahnstein, Fachbach, Miellen, Niederlahnstein und Nievern | 1           |
| Amtsgericht Braubach  | Amt Braubach ohne die Orte, die dem AG Lahnstein zugeteilt sind | 1           |
| Amtsgericht Usingen   | Amt Usingen | 3           |

Mit dem Gesetz betreffend die Errichtung der Oberlandesgerichte und der Landgerichte vom 4. März 1878 wurde das Gericht zum 1. Oktober 1879 aufgelöst. Gleichzeitig wurde das Landgericht Limburg als Nachfolger eingerichtet.